# サラプル
座標: 北緯57度03分00秒 東経54度00分00秒 / 北緯57.05000度 東経54.00000度

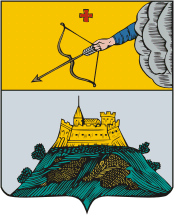
サラプルの市章

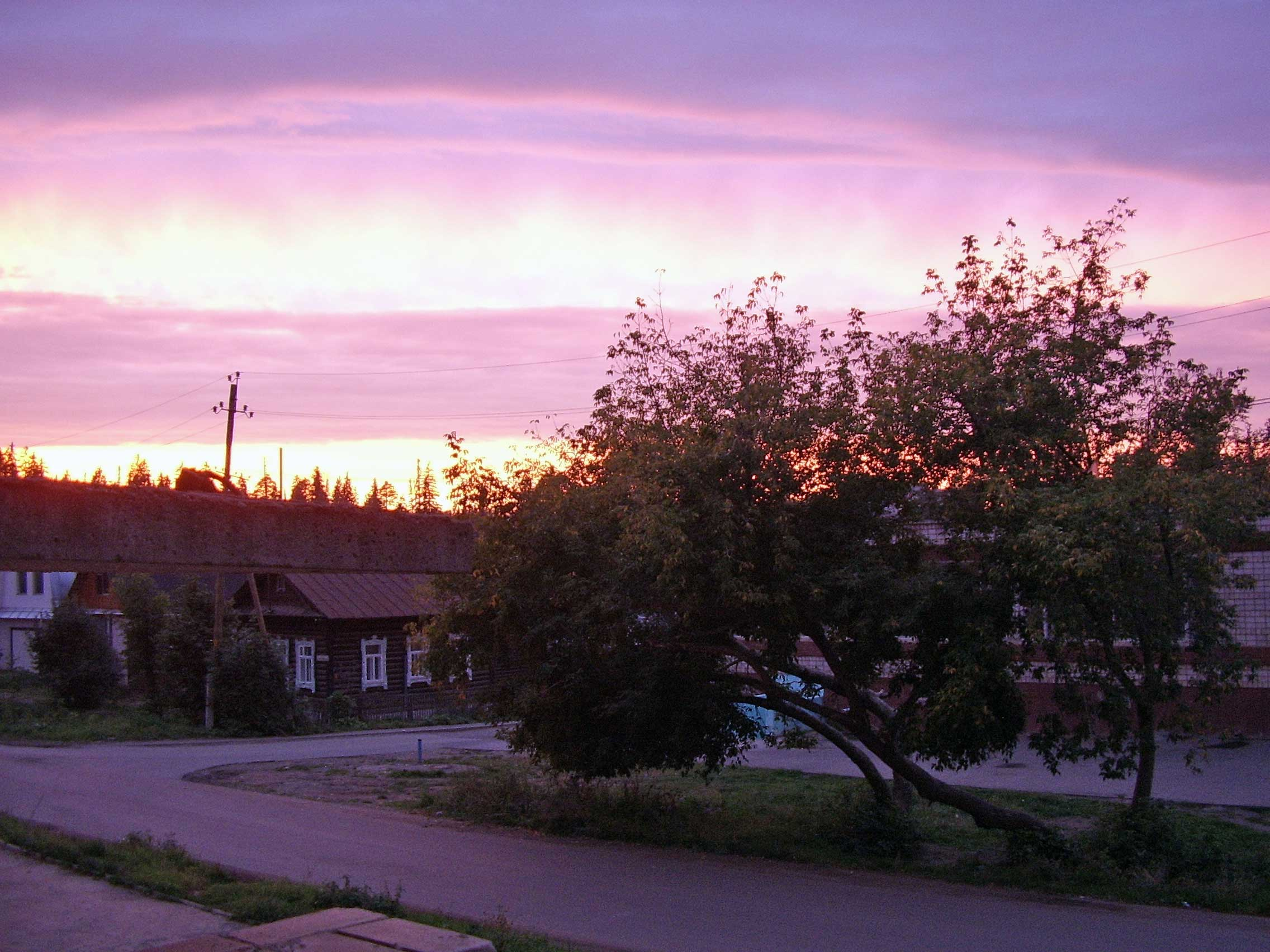
サラプルの通り

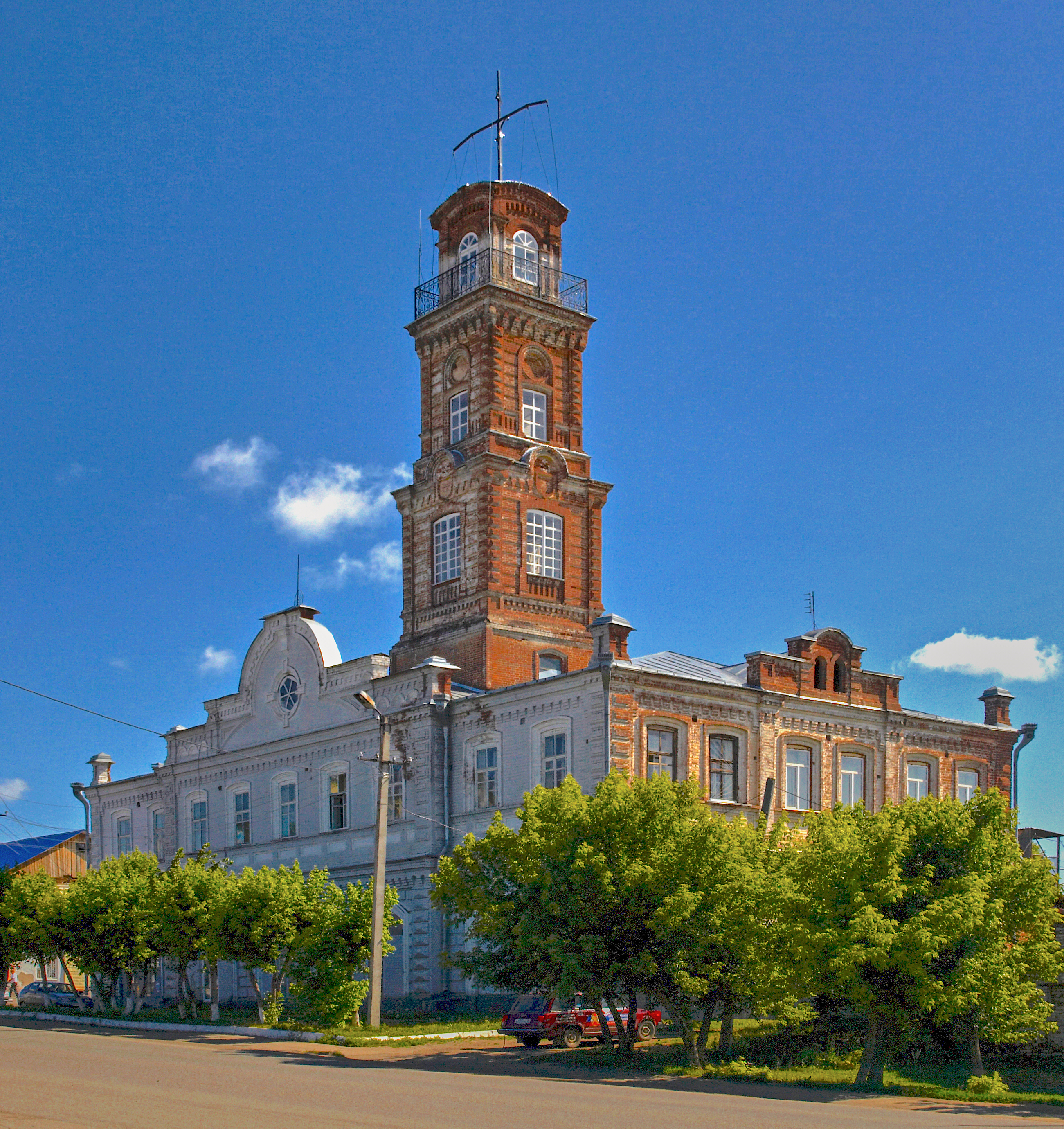
サラプルの消防署

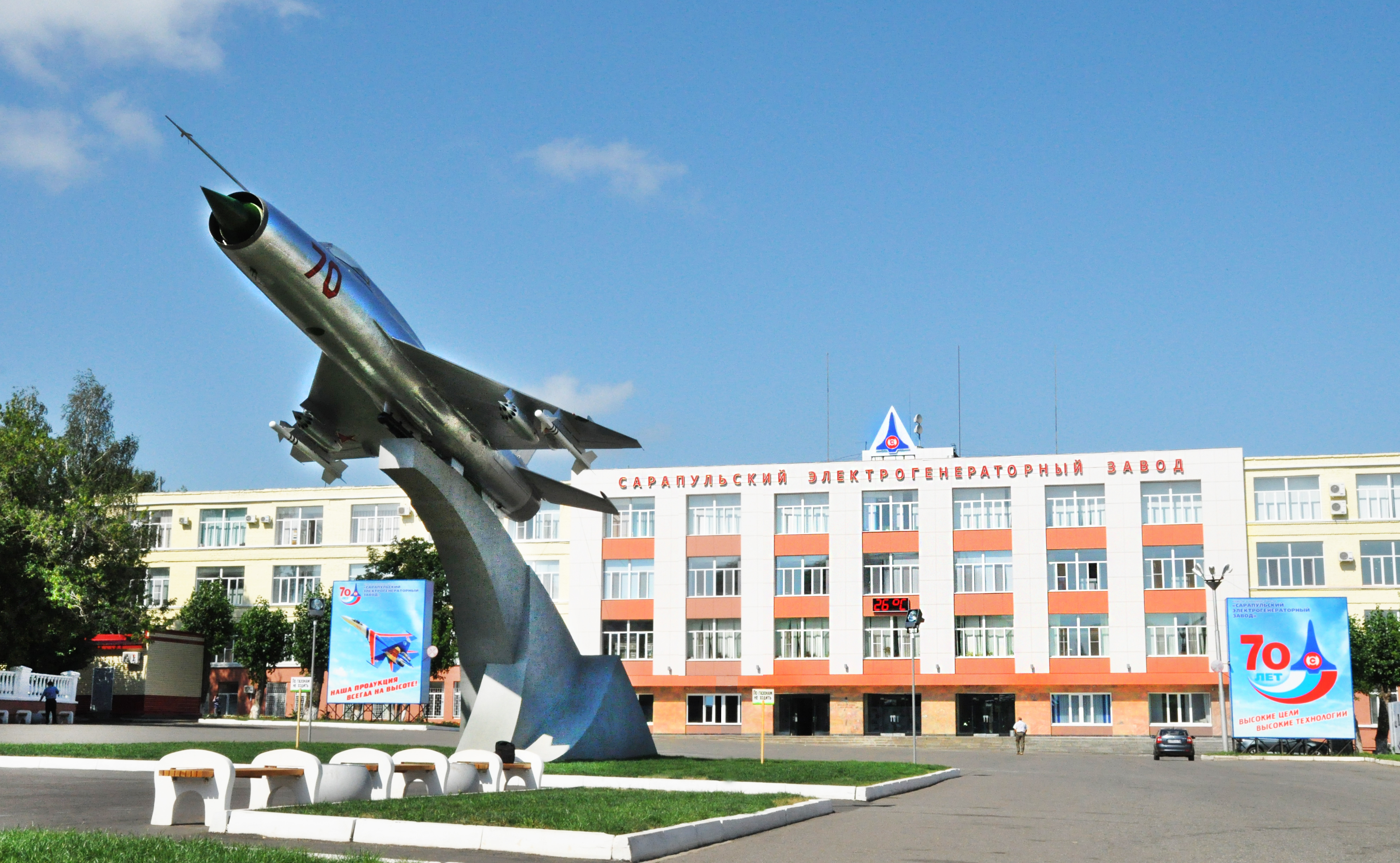
サラプルのSEGZ社前に設置されたMiG-21

サラプル（ロシア語: Сарапул、ウドムルト語: Сарапулкар、ラテン文字表記の例: Sarapul）は、ロシアのウラル山脈の西側にあるウドムルト共和国の工業都市。人口は9万1115人（2021年）
首都モスクワから東へ1,250キロメートル、共和国の首都イジェフスクの南東66キロメートルに位置する。最寄りの町は33キロメートル南東にあるカムバルカ。ヴォルガ川水系の大きな支流であるカマ川の右岸に街が広がる。

## 歴史
サラプルは1596年の記録に集落として初出する。当時は昇天聖堂（ヴォズネセンスカヤ聖堂）という木造の聖堂があったため、村の名もヴォズネセンスコエと呼ばれていた。集落の主な生業は穀物の取引と漁業であった。サラプルという名は、カマ川のこの区間の呼称であったと同時に流域の地域名でもあり、語源はチュヴァシ語で「黄色い魚」を意味する「сарă пулă」から来ていると考えられ、当時は豊富に生息していたコチョウザメを指すと考えられている。
1780年にはサラプルは市となり、サラプル郡の中心地となった。これ以後、サラプルは新古典主義的な都市計画が行われ、聖堂、商家、屋敷などが立ち並ぶようになった。中でもかつて火の見塔だった塔は、ウドムルトの都市の中でも印象的なモニュメント的建築である。19世紀のサラプルは漁業の町から、皮革や靴製造の町へと発展していた。
革命前には多数の聖堂、修道院のほかモスクやシナゴーグもあったが、スターリン時代には昇天聖堂など多数の聖堂・宗教施設が解体された。1923年から1934年まではウラル州に、1934年から1937年までは最初はキーロフ地方に、その解体後はキーロフ州に属したが、1937年にウドムルト自治ソビエト社会主義共和国に属することになった。これ以後、この地方の政治経済の中心はサラプルからウドムルトの首都となったイジェフスクへと移っていった。

## 経済
19世紀末には皮革産業と靴製造のロシアにおける中心地であったが、独ソ戦の際に多数の機械工場がウラル山中のこの地に疎開してきた。現在は機械工業や通信工業などが中心で、サラプル発電機工場（ОАО «Сарапульский электрогенераторный завод», SEGZ）は軍需用などにモーターや電気部品などを供給している。サラプルラジオ工場（ОАО «Сарапульский радиозавод» ）はモスクワから疎開してきた工場で、軍需や民需のために通信機器や無線機器を製造している。